# Ama a tu prójimo
Ama a tu prójimo es una película de comedia y drama mexicana de 1958, dirigida por Tulio Demichelli con guion de Roberto Gil y protagonizada por Mario Moreno «Cantinflas», Rosita Quintana, Ana Luisa Peluffo, Kitty de Hoyos, Elsa Aguirre, Alma Rosa Aguirre, Virginia Manzano, Sonia Furió y Consuelo Frank, con la narración de Ignacio López Tarso. Esta es la única película de Cantinflas filmada en blanco y negro en la que actúan juntas las hermanas Aguirre (quienes ya habían aparecido en el cine por separado), y fue parte de una serie de películas protagonizadas por Elsa y Alma Rosa, ya que esta última solamente había actuado con él en la película El siete machos (1951). Esta fue una de las películas en que Cantinflas se ofreció a cooperar para la Cruz Roja y reunió a todo el elenco de actores y actrices de la Época de Oro del cine mexicano, junto a Elsa Aguirre (como doctora) y Alma Rosa Aguirre (como enfermera). La trama gira en torno a un hombre que tiene cinco hijas y espera con ansias un hijo varón, pero el destino le juega una mala pasada y el niño fallece al nacer, pero la historia da un bello giro y un mensaje de esperanza. Esta película en esencia dedicada a las enfermeras de la Ciudad de México fue estrenada el 23 de octubre de 1958.

## Argumento
Esta película relata varias historias breves que dan un giro inesperado lleno de sentimientos y mensajes humanos, morales y de esperanza que terminan transcurriendo en la sala de emergencias de un hospital de la Cruz Roja de la Ciudad de México (ya que está dedicado a las enfermeras), donde empieza como protagonista, pues desde los créditos se ven distintas escenas en donde todos vienen y van dentro del hospital, así como distintas áreas del mismo, rematando con un narrador omnipresente (Ignacio López Tarso), quien comienza a comentar sobre las diferentes actividades que se están llevando a cabo en el hospital, el cual en ese momento no se encuentra en estado de urgencia, pero las cosas no permanecerán en paz por mucho tiempo, pues se lleva a recordar todos los acontecimientos escritos en el “Libro de Partes”, donde todos los pacientes del hospital, quedan registrados.
Es aquí cuando la primera historia se traslada a una pelea en el cuadrilátero en la que participa Rodolfo Ramos (Raúl "Ratón" Macías), novio de Alicia (Kitty de Hoyos), un boxeador de 21 años, quien empieza a destacar en los medios de comunicación. Entre un golpe y otro, Rodolfo cae a la lona y pierde la pelea. Rodolfo pierde mucho más que una simple pelea, pues Alicia ya no quiere verlo, pierde la oportunidad y las ganas de seguir peleando.
En completa depresión, Rodolfo se encuentra en cama mientras que su madre (Dolores Camarillo) le trata de dar ánimos, pero Rodolfo convencido de que boxear es lo único que puede hacer y que sin eso no vale nada, comete un intento de suicidio pues cuenta con un seguro de vida de 50.000 pesos.
Posteriormente se conoce a dos mujeres, la Doctora Beatriz Durán (Elsa Aguirre) y la Enfermera Mónica Saldívar, su compañera de cuarto (Alma Rosa Aguirre), quienes empiezan a platicar sobre el Doctor Ricardo Lugo (Armando Calvo), quien es un hombre casado, y Mónica está dispuesta a defender el lugar que tiene en su vida.
Rodolfo llega al hospital y es ingresado en el quirófano para que el Doctor Lugo saque la bala alojada en su pecho, en dicha operación también participa la Doctora Beatriz y con gran éxito logran extirpar la bala, pero algo más que una operación entre Beatriz y Ricardo que va más allá de una intervención quirúrgica. Esto se confirma cuando la Doctora Beatriz visita al Doctor Lugo en su descanso, quien le confiesa la importancia que ella tiene para él.
Al día siguiente el Doctor Lugo, llega a su casa, donde se encuentra su esposa Sonia Lugo (Sonia Furió) que en la primera oportunidad lo aborda con respecto al tema de la imagen que da dentro de su círculo social, habla también de sus celos y que duda de la fidelidad de su esposo. El Doctor Lugo da un zarpazo, pues hace un comentario con respecto a que no ha podido darle un hijo.
Volviendo al hospital y es ahora una nueva historia la que se cuenta, sobre Martha Linares (Ana Luisa Peluffo), una modelo de 30 años quien sufre quemaduras de segundo grado.
Ahora la historia cinematográfica se traslada a un estudio donde pintan en un cuadro a una bella mujer, por un pintor, quien se encuentra enamorado de Martha, la mujer de la pintura, pero Martha tiene otros planes, se irá a Acapulco con Julián Rosales (Carlos López Moctezuma), de quien no está enamorada pero si esta interesada en su dinero, el pintor muestra sus celos cuando llega Julián a encontrarse con Martha y mejor deciden irse.
En camino al aeropuerto para irse a Acapulco, Martha y Julián son víctimas de un accidente automovilístico; otra vez el hospital se pone en movimiento, Martha ha llegado al hospital y la historia del Doctor Lugo, también continúa, pues vuelve a dejar plantada a su esposa por atender a Martha.
La Doctora Beatriz entra en conflicto con otra enfermera, su supervisora y jefa, Carmen Sosa (Virginia Manzano), quien le dice que sabe sobre su relación con Ricardo y que lo único que está haciendo, es vivir en una fantasía.
Martha ha despertado y se encuentra en negación por lo ocurrido, no quiere ver a nadie porque piensa que su belleza se ha esfumado. Por autorización de la Doctora Beatriz, Julián se presenta en el hospital para reparar los daños, pero el que sale dañado es él, pues el enamorado de Martha lo encuentra y con un golpe en la cara, le pide que no vuelva a aparecer en su vida.
La Doctora Beatriz deja que el enamorado entre a ver a Martha, a quien le expresa que sus sentimientos no han cambiado en lo absoluto a pesar de la marca que tiene Martha en la cara, pues ella sigue siendo la misma y se da cuenta de eso, y acepta el amor de su enamorado.
Con el apoyo del narrador se conoce el caso de Virginia López (Rosita Quintana), una actriz de 24 años quien sufre una intoxicación.
Virginia se encuentra en su camerino con Nicolás Ramiro Diez (Arturo de Córdova) y recibe un hermoso regalo por correspondencia, ante el cual Nicolás se muestra disgustado y permitirá que le regalen flores, menos regalos caros.
Comienza una riña entre Virginia y Nicolás, pues él insiste en que ella se debe a él porque el la llevó al estrellato, sin embargo Virginia quiere su libertad y también está segura de haber avanzado en su carrera por sus propios méritos.
Nicolás no lo deja pasar y arruina la presentación de Virginia, quien sale corriendo muy asustada y avergonzada, se encierra en su camerino y decide tomarse unas pastillas para envenenarse.
Todo el personal del hospital se encuentra en una reunión, despidiendo a uno de los médicos internos que partirá a su pueblo, pero son interrumpidos por la llegada de Virginia al hospital donde la Doctora Beatriz la examina, pero Nicolás no lo deja, por lo que el Doctor Lugo lo echa del lugar y mientras toman nota de los hechos, Nicolás cambia la historia para hacer ver que Virginia se envenenó por envidia y por no ser correspondida en amor por el mismo Nicolás.
En la sala de emergencias se le avisa a la Enfermera Mónica que Sonia está en las instalaciones del hospital y está pidiendo ver a su marido, la Doctora Beatriz le pide a la otra enfermera que le ha dado aviso, que lleve a la esposa del doctor a la habitación donde él descansa; ahí se encuentra a Mónica, pero Beatriz no tarda en llegar y termina corriéndola del lugar.
Sonia confiesa que se encuentra embarazada, a lo que la Doctora Beatriz le contesta que ése es el vínculo que puede salvar su matrimonio con el Doctor Lugo.
Llegan a visitar a Virginia, Nicolás y su empresario (Augusto Benedico), éste pasa primero a ver a Virginia y a hablar de negocios y a decirle que quien tuvo la culpa de la fallida presentación fue Nicolás, todo esto en presencia de la Doctora Beatriz, quien sin dudar le hace ver a Virginia que lo que hizo Nicolás fue por amor, por lo que Virginia se emociona, y acepta el nuevo trabajo que le ofrece su empresario con la condición de que Nicolás los acompañe.
Por autorización de la Enfermera Carmen, Nicolás entra a ver a Virginia y lo que empieza como una pelea termina en amor confesado.
La siguiente historia pertenece a Ángel Martinelli (Sergio Bustamante), un músico de violín de 23 años, quien sufre un accidente en la mano y llega al hospital gracias a la ayuda de Carmen, quien es su conocida y pide al Doctor Lugo que atienda al violinista, pues es hijo de una de sus amigas, así que nuevamente, el personal del hospital deja de lado su vida para salvar la de alguien más. Lamentablemente Martinelli pierde la mano debido al accidente y su vida profesional quedará para siempre afectada.
Después de la operación en la que amputa la mano del violinista, la Doctora Beatriz le confiesa su amor al Doctor Lugo, quien parece estar también enamorado, pero él tiene una noticia mucho más importante, lo han cambiado de hospital y la Doctora Beatriz se encuentra devastada. La Enfermera Mónica no está de guardia, pero aun así está en el hospital y en los pasillos se encuentra a Ángel Martinelli quien pretende escapar, pues la vergüenza lo embarga por dentro, ya no puede ser violinista y no sabe que hará con su vida. Sin embargo Martinelli le dice a Mónica que debido a que ella ha estado en el hospital a su lado, ha nacido en él una nueva esperanza y le pide que escapen juntos.
Posteriormente en la entrada del hospital, Regueiro (Ignacio Peón), el vigilante le comunica a unos de los médicos, que la Doctora Beatriz tiene un llamado muy importante, es Sonia quien la espera desde el Hotel Reforma.
Se revela la verdad sobre Ángel Martinelli y entre cosas personales es llevado a otro lugar, uno donde se hará justicia pues la realidad es que no tuvo un accidente sino algo que salió mal en un robo.
La última historia es la de Felisa González de Muñoz, una mujer casada de 39 años, y Don Luis (Cantinflas), quien es un padre de familia y esposo de Felisa, quien está embarazada y se encuentra a punto de dar a luz. Luis espera a que el bebé nazca, quien al parecer, es muy amigo del personal del hospital, pues ya tiene cinco hijas y ahora espera un varón, esto se conjuga con el embarazo de Sonia, quien también se encuentra en el hospital para dar a luz, el Doctor Lugo no sabía del peor embarazo como había previsto la Doctora Beatriz, esto es lo que vuelve a unir a Sonia con su esposo.
La Enfermera Mónica y la Doctora Beatriz se encuentran en la sala de emergencias recibiendo al bebé de Don Luis, al cual el destino le juega una mala pasada y el niño fallece al nacer.
Beatriz conversa con Don Luis en los cuneros, a quien se le comunica que el bebé no ha vivido y que probablemente su mujer quedará estéril, esto lo hace entristecer, pero Beatriz le sugiere que adopte a un bebé que ha sido abandonado en el lugar para darle un hogar y Luis acepta, tanto para la felicidad de su esposa como la del bebé y la de él. El Doctor Lugo está esperando a que su bebé nazca y todo el personal del hospital celebra con él su llegada, Al final se prepara la despedida del Doctor Lugo y reconoce a cada uno de los que hacen al personal del hospital, una familia.

## Reparto
- Mario Moreno «Cantinflas» como Luis
- Arturo de Córdova como Nicolás Ramiro Diez
- Rosita Quintana como Virginia López
- Ana Luisa Peluffo como Martha Linares
- Kitty de Hoyos como Alicia
- Raúl «Ratón» Macías como Rodolfo Ramos
- Armando Calvo como Dr. Ricardo Lugo
- Elsa Aguirre como Dra. Beatriz Durán
- Carlos Riquelme como Dr. Alberto Valera
- Alma Rosa Aguirre como enfermera Mónica Saldívar
- Virginia Manzano como Carmen Sosa
- Elmo Michel como Michelli
- Raúl Farell como Rivas
- Rubén Rojo como Abel
- Sonia Furió como Sonia Lugo
- Sergio Bustamante como Ángel Martinelli / Soto
- Carlos López Moctezuma como Julián Rosales
- Jorge Martínez de Hoyos como entrenador
- Augusto Benedico como empresario
- Óscar Pulido
- Ignacio López Tarso como narrador (voz)
- Arturo Martínez como detective de policía #1
- Lolita Camarillo
- Consuelo Frank como madre de Sonia
- Miguel Suárez como padre de Sonia
- Julio Sotelo como anunciador

### Sin acreditar
- Dolores Camarillo como Madre de Rodolfo
- Julio Sotelo como anunciador
- Sara Cabrera como enfermera
- José Chávez como detective de policía #2
- Pancho Córdova como chofer de ambulancia de la Cruz Roja
- Cecilia Leger como acompañante de Alicia
- Ignacio Peón como Regueiro, vigilante del hospital de la Cruz Roja
- Alfredo Varela como vendedor de flores